# Cornión
El macizo del Cornión o macizo Occidental es un macizo montañoso localizado en el norte de España, uno de los tres macizos que integran los Picos de Europa, a su vez, uno de los tramos del macizo Cantábrico perteneciente a la cordillera Cantábrica. Los otros dos macizos son Los Urrieles y Ándara y es, de los tres, el de más extensión, pero no altura.
Administrativamente, pertenece a Asturias y León, comunidades autónomas del Principado de Asturias y Castilla y León.

## Geografía
El macizo del Cornión está limitado, al oeste, por el río Sella y el río Dobra, y, al este, por el río Cares. Administrativamente se encuentra situado entre las provincias de Asturias y de León, concretamente en los concejos asturianos de Amieva, Cabrales, Cangas de Onís y Onís, y en los municipios leoneses de Sajambre y Valdeón.
Es muy importante destacar que este conjunto de montañas donde también se encuentran los lagos de Covadonga, así como el santuario del mismo nombre, integró desde el año 1918 el primer parque nacional creado en España. Por aquel entonces fue llamado parque nacional de la Montaña de Covadonga, siendo renovado, ampliado y renombrado en 1995, recibiendo la denominación de Parque Nacional de los Picos de Europa. En este macizo se pueden distinguir distintas zonas que se detallarán de norte a sur.

### Zona norte

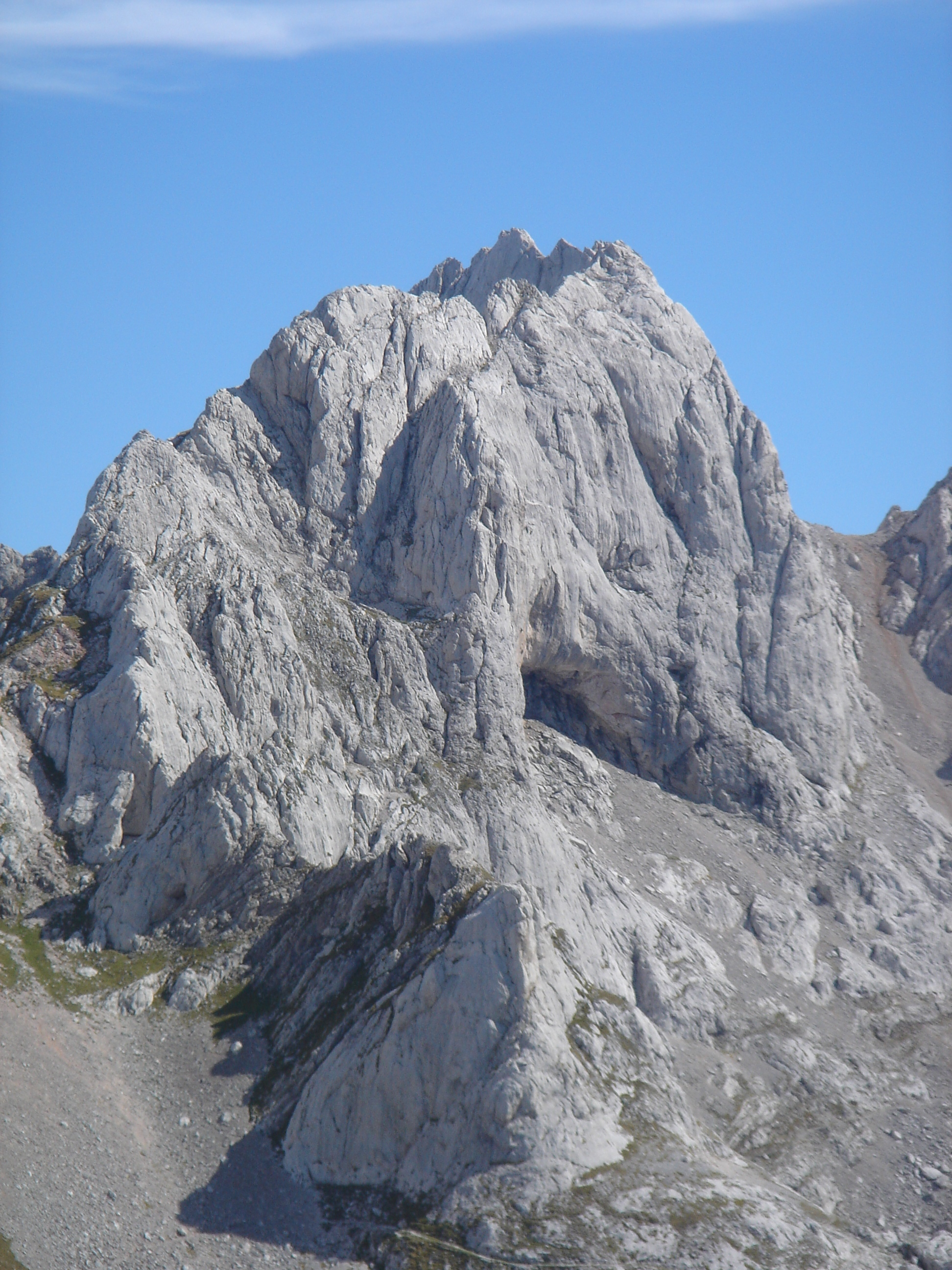
La torre de Santa María o de Enol (2486 m).

La zona más septentrional del Cornión está adornada por los lagos de Covadonga a partir de donde, hacia el sur, se va ganando altura según se llega a los refugios de Vegarredonda (1420 m) y de Vega de Ario (1615 m). A más altura se encuentra el mirador de Ordiales, característico punto de este macizo y lugar donde se hallan los restos de Pedro Pidal. El refugio de Vegarredonda es un buen punto de paso para alcanzar la zona central y occidental, mientras que el de Vega de Ario, también llamado Marqués de Villaviciosa en honor al conquistador del Naranjo, está en la zona más oriental del macizo. Desde este punto, y también desde las vecinas cumbres del Jultayu y del Cuvicente, se pueden contemplar unas espléndidas vistas del murallón del macizo Central. En estas dos cumbres, de en torno a los 2000 m de altitud, también se puede ver, 1500 m más abajo, en el fondo del valle, el pueblo de Caín, punto intermedio de la ruta del Cares que, de sur a norte, parte de Posada de Valdeón y llega a Camarmeña, pero que es a partir de Caín donde ofrece sus vistas más espectaculares. Cabe destacar, entre el refugio de Vega de Ario y la cumbre del Jultayu, el sistema del Jitu, un conjunto de simas cársticas de gran importancia que alcanza una profundidad de 1135 m.
Otras cimas a destacar en esta zona son, en su parte más septentrional, la peña del Jascal (1724 m) y el Cabezo Llorosos (1798 m). Yendo hacia el sur aparecen alturas más importantes y a partir del Cuvicente hacia el suroeste (en dirección al área de las Peñas Santas) aparecen montes como la Peña Blanca o la Robliza, ambas superando los 2200 m.

### Zona central
La forma natural de entrar en la zona central del Cornión, aquella previa al área de las Peñas Santas, es por Vegarredonda. La zona oriental de esta área está integrada por montes como el pico Cotalba (2026 m), el Requexón (2174 m), el porru Llagu (1926 m) o la torre de los Tres Poyones (2092 m, el más elevado). Mención especial merece el Porru Bolu (2025 m), una mole caliza que, salvando las distancias, se asemeja al picu Urriellu y que ofrece vías interesantes de escalada para alcanzar su cumbre. También destacan, buscando ya las estribaciones de la torre de Santa María o de Enol, Los Argaos, un conjunto de cimas con alineación N-S cuya mayor elevación es la más meridional (2152 m).

### Área de las Peñas Santas

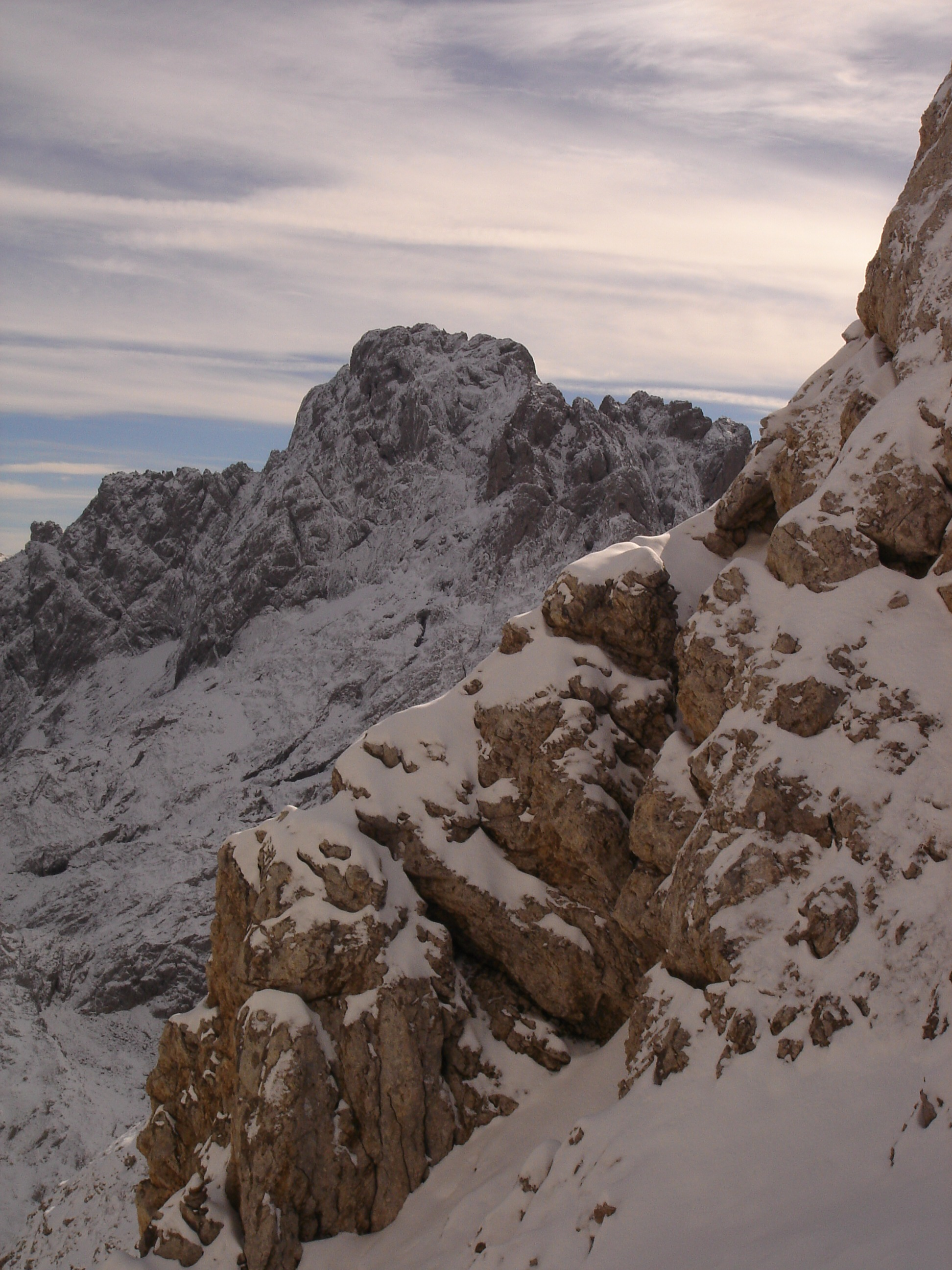
Primeras nieves en la Peña Santa.

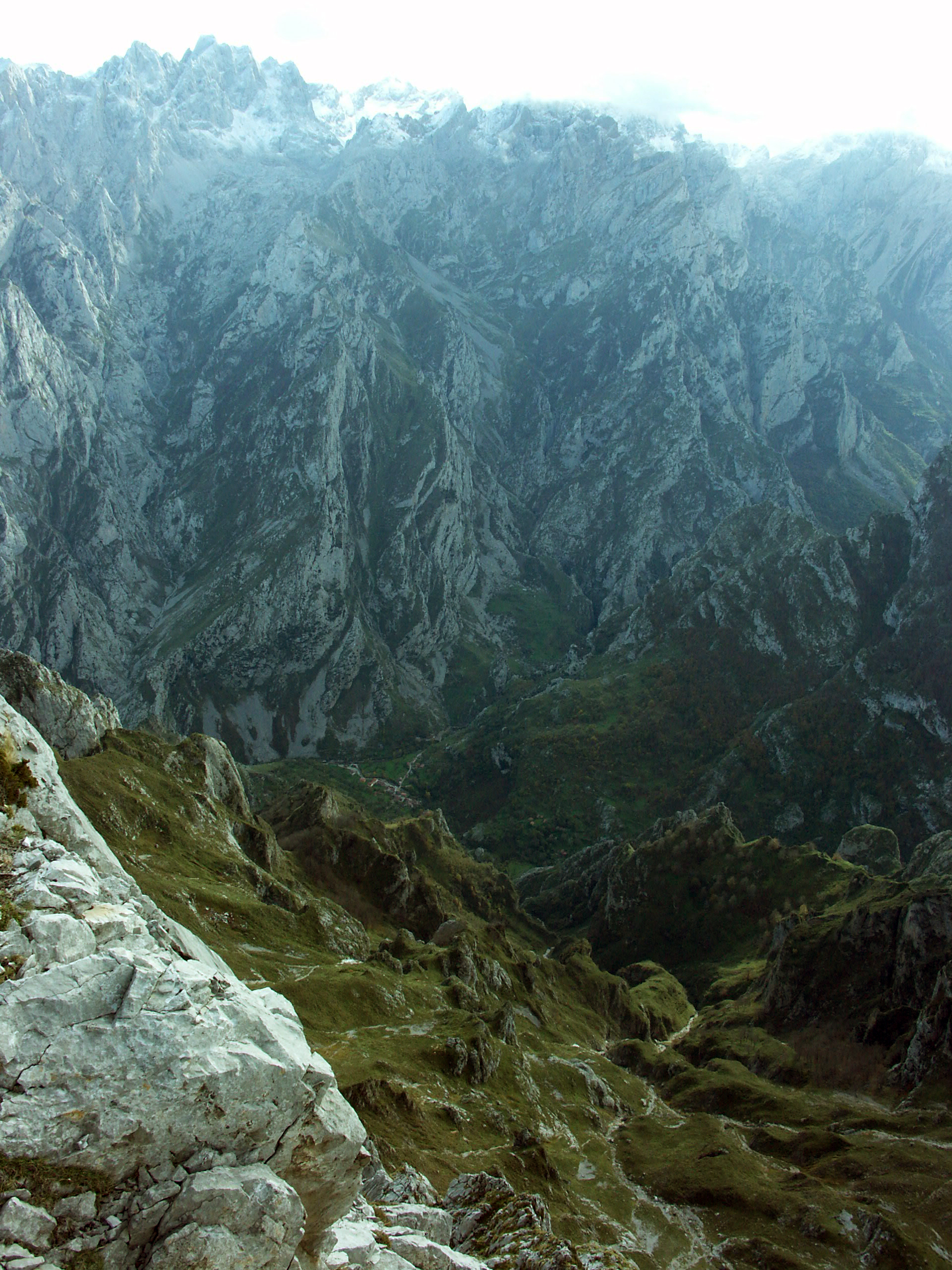
2200 m de desnivel desde la cumbre del Torrecerredo hasta el pueblo de Caín, aquí vistos desde el Cuvicente.

En torno al jou Santo se encuentran las cimas más relevantes de este macizo, destacando sobre todas ellas la Peña Santa (2596 m). La segunda en altura es la Torre Santa de Enol o Torre de Santa María (2486 m), que pasa por ser la otra gran protagonista del Cornión, secundada al norte por la aguja de Enol. Al oeste de la Torre de Santa María está el grupo de las cinco torres de Cebolleda, que alcanza una altura de 2438 m. Al sur de la torre Santa, superando la Horcada de Santa María (2346 m), se hallan en alineación N-S, la torre de la Horcada (2455 m), la Torre de Enmedio (2467 m), la torres de las Tres Marías (2420 m) y la torre del Torco (2452 m). Solo la Forcadona (2304 m) separa a la [torre del Torco de la inmensa muralla que de oeste a este forma la Peña Santa. Escoltándola se encuentran otras cimas de notable importancia, como la aguja del Corpus Christi y la aguja del Gato al suroeste, o la aguja José de Prado, casi integrada en la imponente muralla sur del techo del Cornión.
Partiendo de la torre del Torco, siguiendo la alineación E-O, se encuentran los picos de Los Estribos (2300 m), la torre de la Cabra Blanca (2320 m), El Diente (2301 m) y la Garita Cimera (2276 m).
Al noreste del jou Santu, y separada de la torre de Santa María por el jou de los Asturianos, se encuentran el pico de los Asturianos (2274 m), la torre de la Canal Parda (2350 m) y la torre de los Traviesos o del Alba (2393 m).

### Sector de la Bermeja

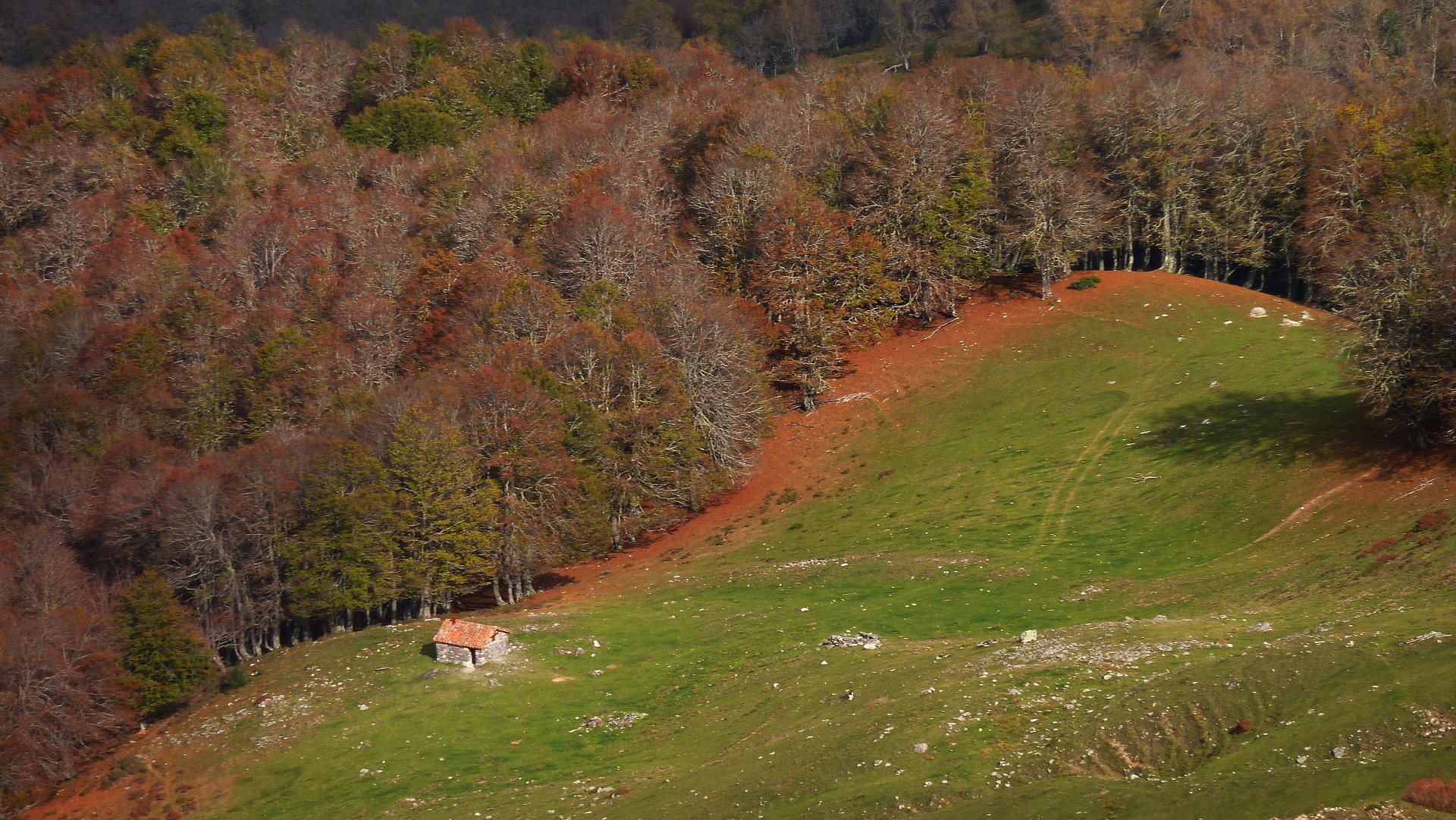
Otoño en el bosque de Vegabaño en las estribaciones del pico Jario.

La zona meridional del macizo del Cornión está dominada por la torre Bermeja, que con sus 2400 m domina en altura a todas las elevaciones de su entorno. De entre éstas destacan hacia el norte (entre la Bermeja y la Peña Santa) montes como las torres del Cotalbín, la punta Extremera, el Cuetalbo y, más al oeste, los Altos del Verde. Todas estas elevaciones se acercan a los 2200 m de altitud.
Más cercanas a la torre Bermeja, al oeste de ésta, se hallan los Moledizos I y II, de 2254 y 2295 m, respectivamente. Al sur de la torre Bermeja también se encuentran alturas relevantes, como son el Pardo Pescuezo (2302 m), las torres de Parda (2317, 2316 y 2236 m), la torre de Ita (2236 m), la torre Ciega (2240 m) y las torres de las Arestas (2136, 2125 y 2122 m).
Todavía más al sur de estas cumbres se encuentra un área de montañas que rondan los 2000 m de altitud, como el Canto Cabronero (1996 m) y peña Beza (1958 m). Más modestas en altura son las montañas en torno a Vegabaño, lugar donde a 1300 m se halla otro refugio de montaña. De ellas merecen ser destacadas el pico Jario (1913 m), la pica Neón (1792 m) o la peña Dobres (1796 m), todas ellas cercanas al pueblo leonés de Soto de Sajambre.